# Sean Mullin
Sean Mullin (nacido el 13 de enero de 1975) es un director de cine, guionista y productor de cine estadounidense.

## Primeros años
Originario de Indiana, Mullin se mudó a Boca Ratón, Florida cuando tenía ocho años. Se graduó de Spanish River Community High School antes de asistir a la Academia Militar de los Estados Unidos en West Point, donde fue miembro durante cuatro años de los Army Ruggers.
Después de graduarse de West Point, Mullin sirvió en servicio activo como oficial del ejército en Alemania. Terminó su compromiso de servicio como Capitán en la Guardia Nacional del Ejército de Nueva York en Manhattan, donde trabajó como Oficial a Cargo de los soldados estacionados en la zona cero como socorrista en los ataques del 11 de septiembre de 2001.
Mientras vivía en la ciudad de Nueva York, Mullin realizó comedia stand up con regularidad y estudió improvisación en el Upright Citizens Brigade Theatre de Nueva York.
Después de dejar el ejército en 2002, Mullin obtuvo una maestría en dirección cinematográfica de la Universidad de Columbia.

## Carrera
Mientras estaba en la escuela de posgrado, Mullin escribió y dirigió tres cortometrajes: Sadiq, Man is a Bridge, y The 14th Morning, todos los cuales se proyectaron en festivales de cine y ganaron varios premios. Su película de tesis de maestría en Bellas Artes, Sadiq (protagonizada por Laith Nakli, Zach McGowan y Danny Bruckert), fue finalista del "Student Filmmaker Award" en los MTV Movie Awards de 2006.
En 2012, produjo el largometraje Allegiance, escrito y dirigido por Michael Connors, y protagonizado por Seth Gabel, Pablo Schreiber, Bow Wow, Corey Hawkins, Malik Yoba y Aidan Quinn.
En 2014, su primer largometraje como escritor/director, Amira & Sam, tuvo su estreno mundial en el Festival Internacional de Cine de Seattle, donde recibió críticas positivas de una variedad de fuentes, incluido The Hollywood Reporter. Amira & Sam ganó varios premios importantes en numerosos festivales de cine y fue comprada por Drafthouse Films, que estrenó la película en cines en 2015. La película está protagonizada por Martin Starr, Dina Shihabi, Paul Wesley, Laith Nakli, Ross Marquand y David Rasche.
Amira & Sam fue nombrada "Una de las 10 mejores comedias románticas de la década" por Slashfilm.
Mullin es el coguionista y coproductor de Semper Fi, que Lionsgate Films estrenó en cines en 2019. Semper Fi fue coescrita/dirigida por el nominado la Premio Óscar, Henry-Alex Rubin, y producida por el nominado al Premio Óscar, David Lancaster. La película está protagonizada por Jai Courtney, Nat Wolff, Finn Wittrock, Arturo Castro, Beau Knapp y Leighton Meester.
Mullin es el escritor/director del largometraje documental It Ain't Over sobre la leyenda del béisbol, Yogi Berra. La película fue realizada con el apoyo de la familia Berra y presenta entrevistas con Joe Torre, Derek Jeter, Don Mattingly, Mariano Rivera, Joe Girardi, Ron Guidry, Willie Randolph, Bobby Richardson, Tony Kubek, Hector Lopez, Al Downing, Joe Maddon, Bob Costas, Billy Crystal y Vin Scully. Ha llegado a muchos festivales de cine, incluido Tribeca 2022, donde tuvo su estreno mundial.